# Limminghofen
Limminghofen ist ein aus einer Hofschaft hervorgegangener Wohnplatz im Stadtteil Merscheid der bergischen Großstadt Solingen.

## Lage und Beschreibung
Limminghofen liegt südlich der Landesstraße 141, der Merscheider Straße bzw. der Beethovenstraße, und westlich des Gewerbe- und Industriegebiets Scheuren im Osten von Merscheid. Die zu dem Ort gehörenden Gebäude liegen an der Olgastraße, die von der Merscheider Straße abzweigt und nach Süden in das Tal des Viehbachs führt. Zwischen Wohnhäusern aus der Nachkriegszeit befinden sich in Limminghofen heute noch einige historische Fachwerkhäuser des bergischen Stils. Bei Limminghofen entspringt darüber hinaus der Dahler Bach, der über Bäckershof fließt und bei Dahl in den Viehbach mündet. 
Benachbarte Orte sind bzw. waren (von Nord nach West): Loch, Höhe, Dingshaus, Mittel- und Untengönrath, Waardt, Scheuren, Hübben, Dahl und Bäckershof.

## Etymologie
Brangs deutet den Ortsnamen als Hof der Limlinge. Limilo (die Singularform) sei ein Eigenname. Brangs verweist dabei auf den Ortsnamen Limlingerode am Harz.

## Geschichte
Limminghofen gehört zu den Höfen, die bereits weit vor dem Jahr 1500 vorhanden waren. Die erste urkundliche Erwähnung ist als Lymmelinchoven auf das Jahr 1312 datiert. Der Ort war seit dem Mittelalter Titularort der Honschaft Limminghoven innerhalb des Amtes Solingen. Im Jahre 1488 wird er als Lymmelkoven genannt. 1715 ist der Ort in der Karte Topographia Ducatus Montani, Blatt Amt Solingen, von Erich Philipp Ploennies mit zwei Hofstellen verzeichnet und als Lümeckhoven benannt. Über Limminghofen ist darüber hinaus bekannt, dass in dem Ort im 16. Jahrhundert Messerschmiede wohnten, bis in das 18. Jahrhundert hinein auch Schwertfeger. Ein bekannter Bewohner des Ortes war vor dem Siebenjährigen Krieg auch der Solinger Gabel- und Messerschmied Peter Hahn (1720–1794).
Die Topographische Aufnahme der Rheinlande von 1824 verzeichnet den Ort als Liminghoven und die Preußische Uraufnahme von 1844 als Lem̅inghofen, wobei ihn die Preußische Uraufnahme als zusammengewachsenen Ort mit dem westlich gelegenen Bäckershof und dem südlich gelegenen Scheuren darstellt. In der Topographischen Karte des Regierungsbezirks Düsseldorf von 1871 ist der Ort unbenannt verzeichnet.
Die Mairie Merscheid wurde im Jahre 1808 aus der Honschaft Schnittert sowie aus Teilen der Honschaften Barl, Bavert und Limminghofen gebildet. Im Jahre 1815 wurde aus der Mairie Merscheid eine preußische Bürgermeisterei, die Bürgermeisterei Merscheid. Diese wurde 1856 zur Stadt erhoben und im Jahre 1891 in Ohligs umbenannt.
1815/16 lebten 99, im Jahre 1830 116 Menschen im als Weiler bezeichneten Wohnplatz Lemminghoven. 1832 war der Ort weiterhin Teil der Honschaft Barl innerhalb der Bürgermeisterei Merscheid, dort lag er in der Flur V. Merscheid. Der nach der Statistik und Topographie des Regierungsbezirks Düsseldorf als Hofstadt kategorisierte Ort besaß zu dieser Zeit 18 Wohnhäuser und 20 landwirtschaftliche Gebäude mit 90 Einwohnern, davon sieben katholischen und 83 evangelischen Bekenntnisses. Die Gemeinde- und Gutbezirksstatistik der Rheinprovinz führt den Ort 1871 mit 27 Wohnhäusern und 194 Einwohnern auf. Im Gemeindelexikon für die Provinz Rheinland von 1888 werden 26 Wohnhäuser mit 174 Einwohnern angegeben. 1895 besitzt der Ortsteil 25 Wohnhäuser mit 182 Einwohnern.
Mit der Städtevereinigung zu Groß-Solingen im Jahre 1929 wurde Limminghofen schließlich ein Ortsteil Solingens. 
In der Nachkriegszeit nach dem Zweiten Weltkrieg verdichtete sich die Wohnbebauung im Ort und es entstanden diverse neue Gebäude. Von den verbliebenen historischen Fachwerkhäusern in Limminghofen steht seit 1984 das Gebäude Olgastraße 39 unter Denkmalschutz. An den Ort erinnert die angrenzende Limminghofer Straße sowie eine Bushaltestelle der Oberleitungsbuslinie 681 der Stadtwerke Solingen.